# Dingana clarki
Dingana clarki är en fjärilsart som beskrevs av van Son 1955. Dingana clarki ingår i släktet Dingana och familjen praktfjärilar. Inga underarter finns listade i Catalogue of Life.